# Église évangélique luthérienne Sainte-Catherine (Riga)
L'église évangélique luthérienne Sainte-Catherine de Biķeri (letton : Biķeru Svētās Katrīnas evaņģēliski luteriskā baznīca) est une église évangélique-luthérienne située à Riga capitale de Lettonie.

## Histoire
Depuis le milieu du XVIIe siècle, la paroisse de Biķeri était l'une des quatre paroisses de l'aire patrimoniale de Riga (lv).
À l'époque de la Livonie suédoise, en 1690, la première église en bois, une chapelle, fut construite. Durant la guerre du Nord, en 1701 et 1702, elle fut pillée et détruite à plusieurs reprises. En 1703, une nouvelle chapelle en forme de croix fut construite, qui fut entièrement détruite en 1710 lors du siège de Riga (lv).
La plupart des paroissiens sont morts lors de la grande épidémie de peste en Lettonie (lv) ou sont tombés pendant la guerre,.
En 1718, la paroisse fut restaurée et en 1764, il fut décidé de construire une nouvelle église.
La première pierre fut posée le 2 mai 1765. Les travaux de construction ont été supervisés par Ernest Heidefogel, le maître maçon J. N. Berg et le charpentier Albrecht. Le 1er octobre 1766, l'église fut consacrée en l'honneur de l'impératrice de Russie Catherine II,.
Au XIXe siècle, une sacristie est construite dans sa partie orientale et en 1891 le chauffage est installé dans l'église. En 1896, le curé décide de construire une deuxième église, en 1901, le conseil  paroissial décide de construire une église. L'église construite a été consacrée comme église de la Croix en 1908.
Des rénovations majeures ont eu lieu dans l'église en 1926, l'électricité y a été installée en 1934,.
En 1939, une chapelle fonctionnaliste en pierre y est construite.
Pendant la RSS de Lettonie en 1967, l'église fut expropriée, un atelier de yachts et un atelier de vitraux furent installés dans le bâtiment. La plupart des éléments de l'équipement de l'église ont été détruits. En 1989, les services religieux ont repris.

## Galerie

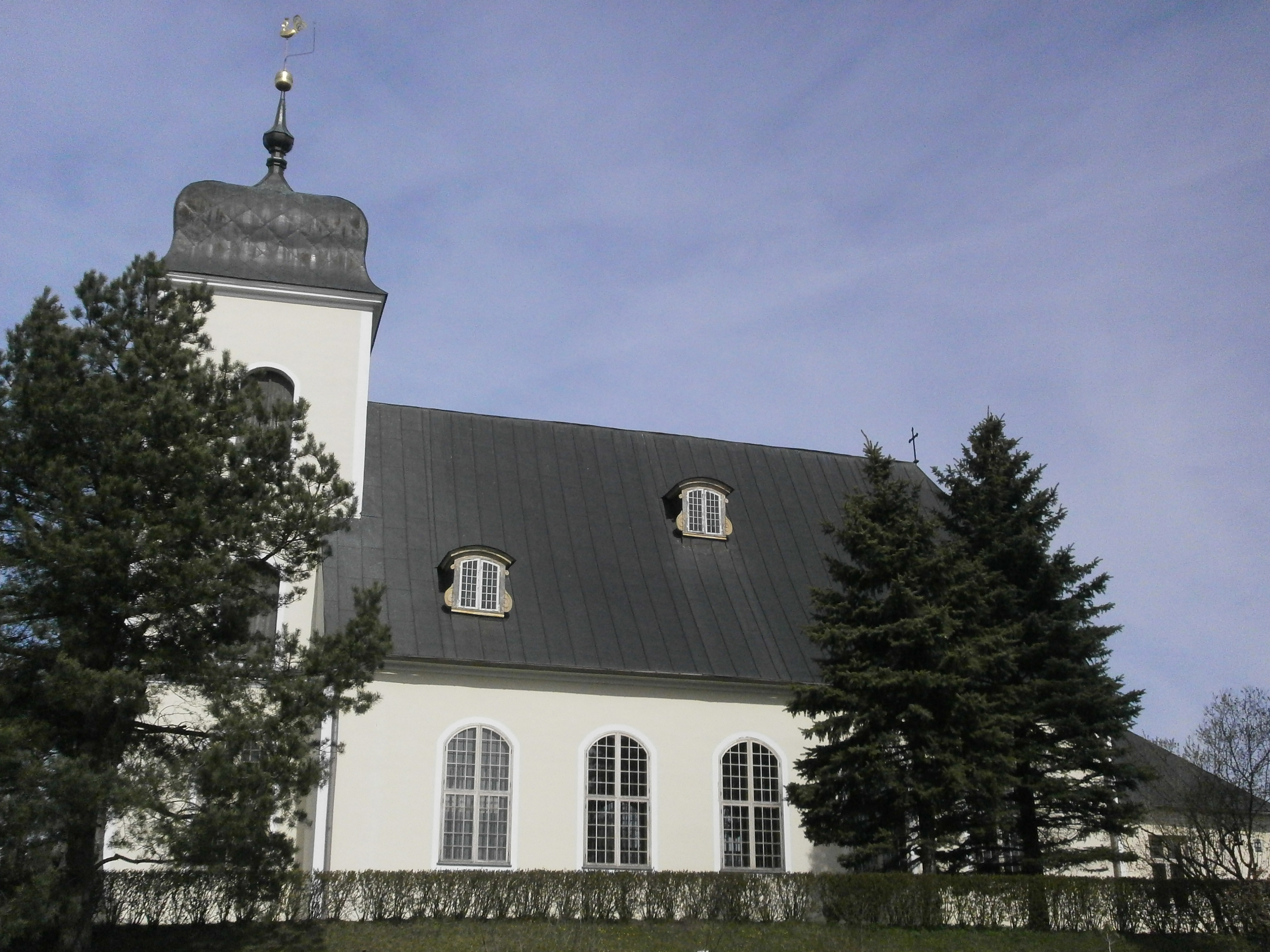
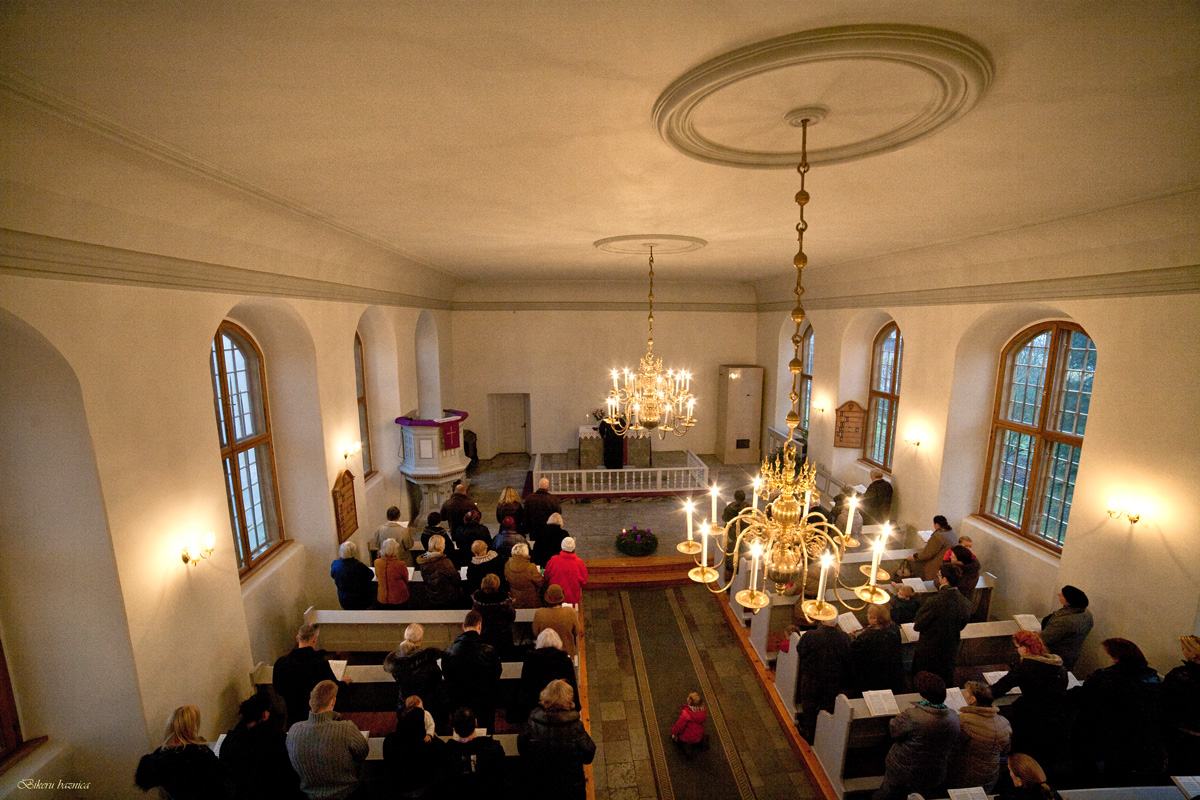
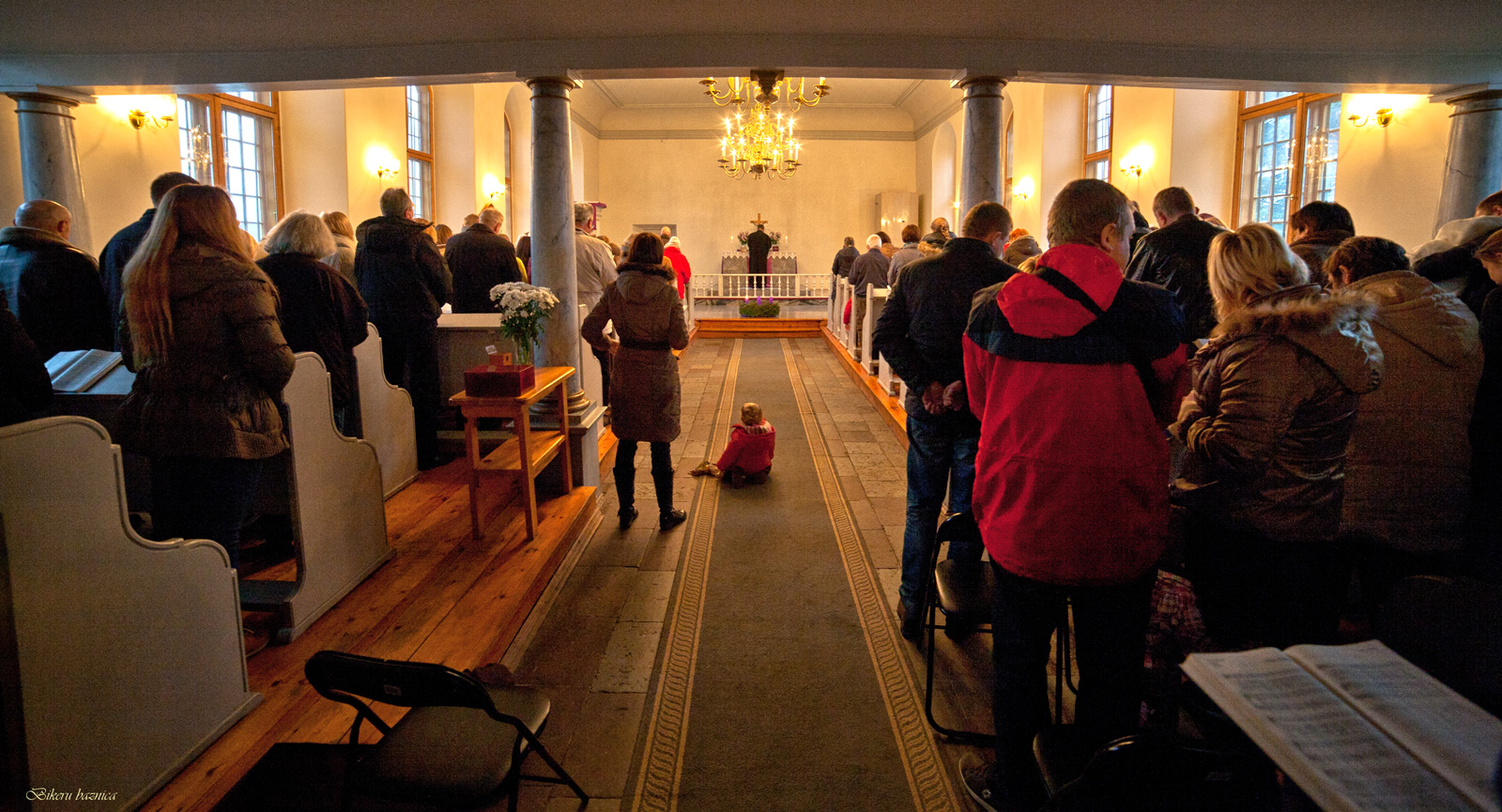